# Atopsyche calopta
Atopsyche calopta är en nattsländeart som beskrevs av Ross och King 1952. Atopsyche calopta ingår i släktet Atopsyche och familjen Hydrobiosidae. Inga underarter finns listade i Catalogue of Life.